# أجاي نايدو
أجاي نايدو (بالإنجليزية: Ajay Naidu)‏ (و. 1972  م) هو ممثل تلفزي، وممثل أفلام، ومؤدي أصوات أمريكي، ولد في إيفانستون.

## التعليم
تعلم في جامعة هارفارد.

## وصلات خارجية
- أجاي نايدو على موقع IMDb (الإنجليزية)
- أجاي نايدو على موقع ألو سيني (الفرنسية)
- أجاي نايدو على موقع ميوزك برينز (الإنجليزية)
- أجاي نايدو على موقع أول موفي (الإنجليزية)
- أجاي نايدو على موقع قاعدة بيانات الأفلام السويدية (السويدية)
- أجاي نايدو على موقع إن إن دي بي (الإنجليزية)
- أجاي نايدو على موقع ديسكوغز (الإنجليزية)
- أجاي نايدو على موقع قاعدة بيانات الفيلم (الإنجليزية)
- أجاي نايدو على موقع كينوبويسك (الروسية)